# Gutedel
Gutedel (in Frankreich und in der Schweiz Chasselas, im Wallis Fendant genannt) ist eine alte Weißwein- und Tafeltraubensorte, die weltweite Verbreitung gefunden hat. Heute ist die Verwendung der Rebsorte sowohl für die Wein- als auch für die Tafeltraubenproduktion weltweit rückläufig.
Umstritten ist die Urheimat dieser Sorte. In der Literatur werden verschiedene Gebiete vermutet wie Oberägypten (schon vor 5000 Jahren), das Jordan-Tal, Chasselas in Frankreich, Cahors in Südfrankreich oder Spanien. Alle diese Angaben beruhen auf Vermutungen, bei denen man mit Hilfe von Ähnlichkeiten im Aussehen (Blattdarstellungen auf Wandmalereien in ägyptischen Gräbern) auf die Sorte schließt. Umfangreiche gendiagnostische Untersuchungen lassen den Ursprung in den Westalpen und nicht in Ägypten vermuten.
Eine nennenswerte Weinproduktion mit Gutedel hat sich in der Westschweiz und im Markgräflerland in Süddeutschland erhalten.

## Herkunft

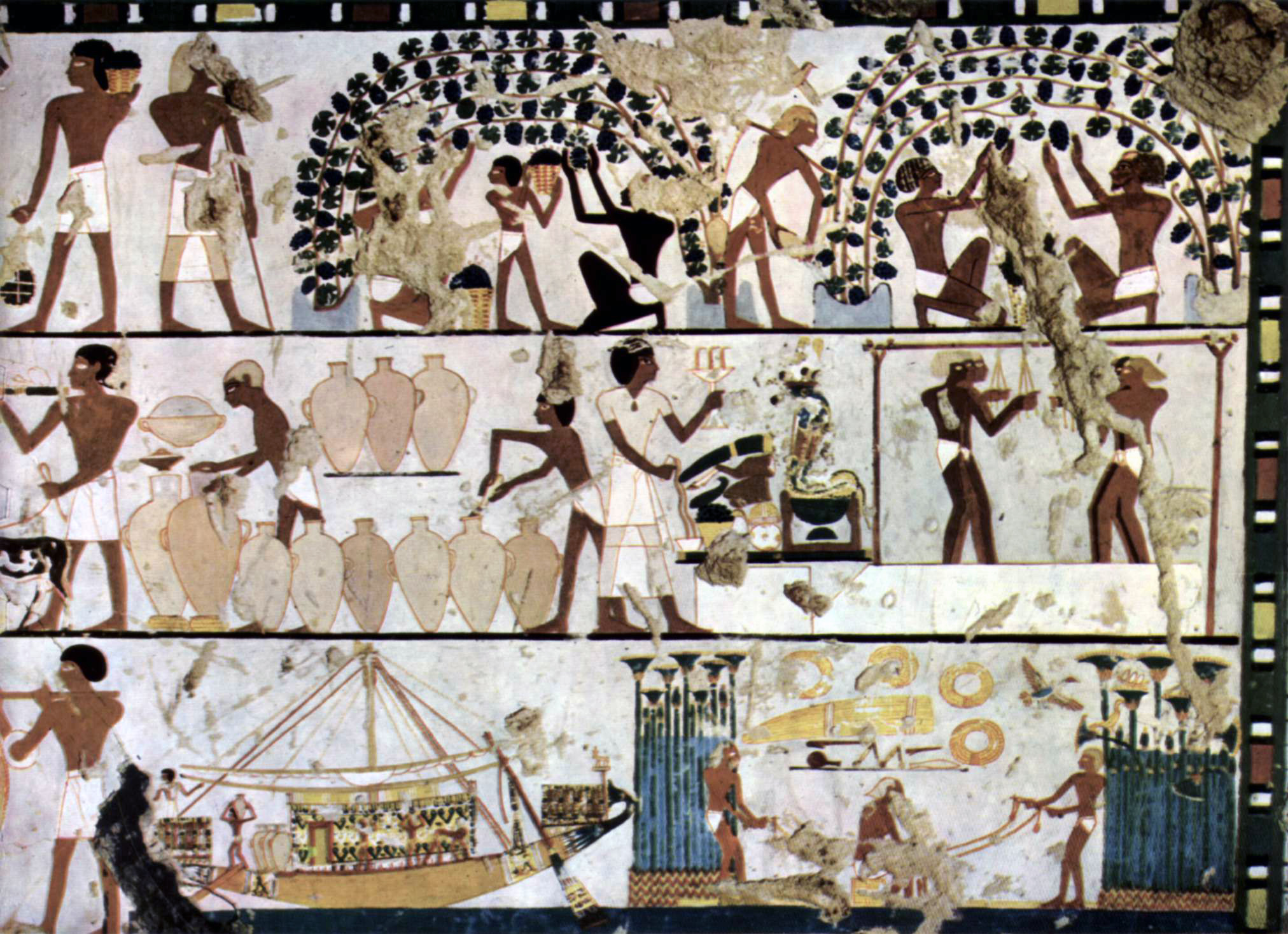
Darstellung des ägyptischen Weinbaus aus dem Grab TT261

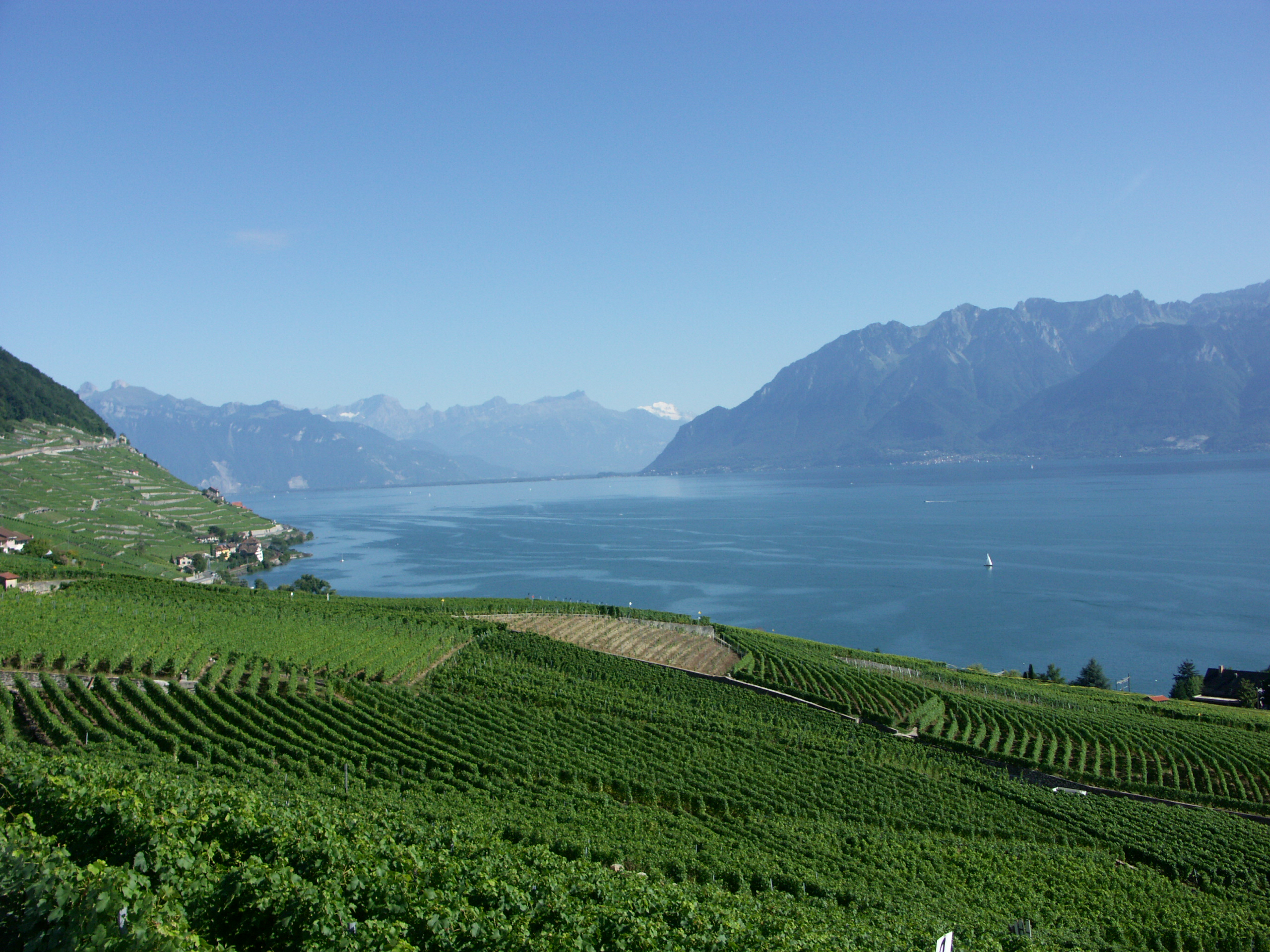
Genfersee und Weinanbaugebiet Lavaux

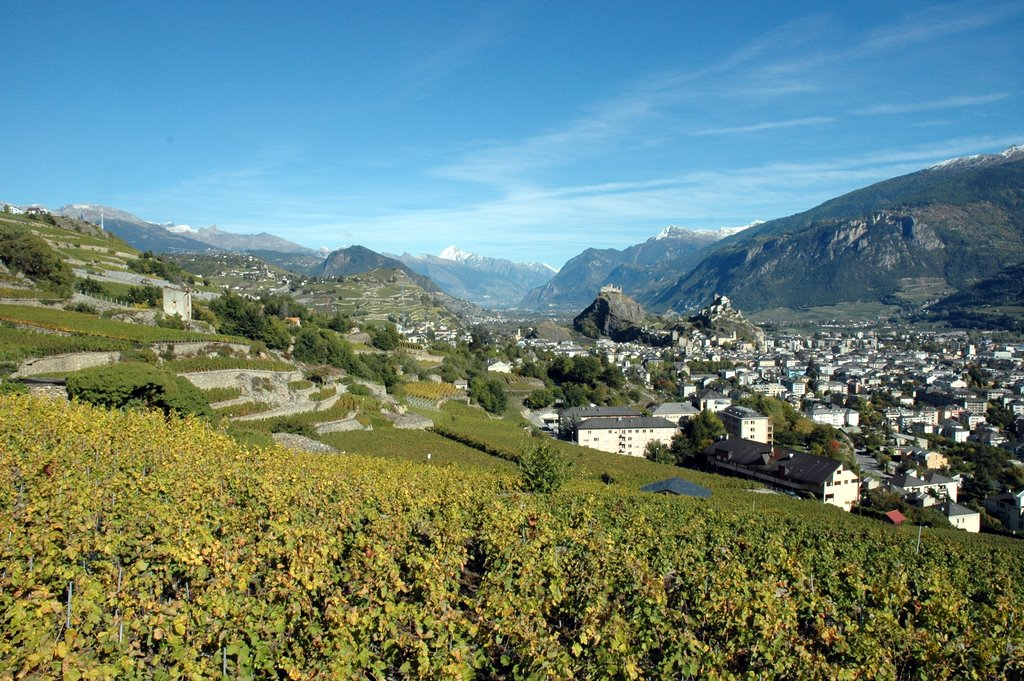
Rebhänge bei Sitten im Kanton Wallis

Der Gutedel ist eine alte Rebsorte. Eine Angabe über die Herkunft ist mangels entsprechender Dokumente fast nur auf Vermutungen angewiesen. Die jahrtausendelange Verbreitung der Rebsorte durch zahlreiche Völker, Ägypter, Phönizier, Griechen und Römer, aber auch Kreuzritter, auf verschiedenen Wegen über und um das zentrale Mittelmeer hat reichliche Möglichkeiten zur Verbreitung von Rebsorten geboten.

### Ägypten
In der Literatur wird für Gutedel als Ursprungsland häufig Ägypten angeführt, wo er seit rund 5000 Jahren angebaut werde. Mehrere Formen des Gutedels seien noch heute in der Oase Fayyum, rund 70 Kilometer südwestlich von Kairo zu finden. Mehrere Spielarten des Gutedels, die denen auf den Wandgemälden in den Königsgräbern bei Luxor in Oberägypten dem Gutedelblatt gleichen, gedeihen dort bis auf den heutigen Tag. Die Sorte Fayoumi in dem großen Rebberg von Gianaclis beispielsweise weist eine auffallende Ähnlichkeit mit dem europäischen Gutedel auf. Die Hypothese eines Ursprungs in Ägypten stammt vom französischen Ampelographen Adrien Berget, der die Rebsorte im Jahr 1932 dort wiedererkannt zu haben glaubte. Diese These wurde später von Henry Wuilloud (1947) verteidigt. Erst später entstand die Behauptung, die Sorte sei in Fayyum seit 5000 Jahren bekannt. Die Römer sollen die Rebsorte dann nach Europa gebracht haben. Eine andere Interpretation legt den Ursprung der Rebsorte innerhalb der Region Palästina in das Tal des Jordan.

### Konstantinopel
Belegt ist, dass 1523 der Vicomte von Saint-Auban, Botschafter des Königs von Frankreich Franz I. am Hofe des Sultans Süleyman I., Chasselas-Weinstöcke aus Konstantinopel, in dessen Umgebung Chasselas dort seit langem kultiviert wurde, nach Fontainebleau und Burgund gebracht hat. Dieser Wein wurde zum Lieblingsgetränk am Königshof. Von dort soll de Courten, General von Ludwig XV., Chasselas-Reben von Fontainebleau weiter ins Schweizer Wallis nach Siders gebracht haben.

### Weitere
Andere Autoren verlegen den Ursprung nach Südfrankreich in die Gegend von Cahors, Hauptort des Départements Lot. Von dort sollen Franz I. und Heinrich IV. Rebholz in dem berühmten königlichen Weingarten in Fontainebleau angepflanzt haben. Aus Zypern hingegen, glaubt August Wilhelm von Babo, habe Kaiser Franz I. den Chasselas nach Frankreich eingeführt. Johann Philipp Bronner wiederum vermutet als Herkunft Spanien. Der Provenzale Michel (1819) schließlich vermutet, alle französischen Rebsorten stammten von Mutterreben ab, welche die ionischen Phokäer bei der Gründung von Massalia (Marseille) aus Kleinasien mitgebracht hätten.
Der rege Warenverkehr in Europa verstärkte die Ausbreitung von Chasselas von Ost nach West und Nord, damit konnte sich frühzeitig die Chasselasrebe im Rhonetal über Burgund bis ins Wallis ausbreiten. Von der Westschweiz hat sich der Chasselas unter verschiedenen Synonymen über Elsaß, Rheinpfalz, Baden, Württemberg und ganz Mitteleuropa verbreitet. Hertwig (1660) beispielsweise berichtet aus Ungarn von ihm. Nach seinem Förderer Josef Fabián, der ihn aus Frankreich einführte, ist er dort Ende des 18. Jahrhunderts unter dem Namen Fabiántraube weit verbreitet gewesen.
Den Ursprung für den Gutedel beanspruchen viele Gebiete. Mit Nachdruck meldet sich der Ort Chasselas in Burgund unweit Mâcon an. Die Rebsorte seines Namens gedeihe hier seit Menschengedenken, trüge deshalb den Namen mit vollem Recht, stamme von Schweizer Wildreben ab, über welche die Westschweiz so reichlich verfüge.

### DNA-Analyse
Eine umfangreiche DNA-Analyse an der Universität Neuenburg konnte keinen Hinweis auf eine Verwandtschaft mit Rebsorten aus Ägypten und Palästina finden. Gutedel sei hingegen mit autochthonen Rebsorten des Alpenraums im Osten Frankreichs, der Schweiz sowie dem Norden Italiens verwandt. Die wichtigsten Ergebnisse dieser wissenschaftlichen Arbeit sind: Die Elternsorten des Chasselas konnten nicht festgestellt werden. Es konnten aber 20 Klonvarianten mit derselben DNA identifiziert werden. Die Chasselasrebe hat genetische Ähnlichkeit mit den meisten alten Rebsorten des Alpenbogens. Zum Beispiel mit der Sorte Teroldego, dem Lagreiner oder der Altesse. Burgund, wo der Chasselas 1612 unter dem Namen Fendans, Fendant oder Lausannois erwähnt wurde, befindet sich im Bereich der genetischen Verwandtschaft des Chasselas, insbesondere das gleichnamige Dorf, das mit großer Wahrscheinlichkeit eine Durchgangsstation dieser Sorte darstellt. Die Bezeichnung Lausannois oder Luzannois verrät noch wahrscheinlicher die Anfänge des Chasselas. Die glaubhafteste Hypothese sieht den Ursprung des Chasselas im Genferseebogen, am ehesten im Kanton Waadt.

### Fazit
Auf Grund der vielen Annahmen, Ähnlichkeiten und wissenschaftlichen Untersuchungsergebnissen wird die genaue Herkunft wohl nie festgestellt werden können. Die Ururahnen des Gutedel mögen vielleicht aus Ägypten oder dem Jordan-Tal stammen (auf Grund einer gewissen Ähnlichkeit im Aussehen). Mit der verschiedenen und über Jahre andauernden Verbreitung der Reben nach Mitteleuropa sind durch natürliche Kreuzung, Mutationen und Vermehrung mit Samen neue Typen und Sorten entstanden. Die Ergebnisse lassen die Hypothese zu, dass der heute bekannte Gutedel in Mitteleuropa, im Bereich der Westalpen, von Winzern selektioniert wurde. Wie eben bei vielen der heutigen Sorten werden die Ururahnen im Südosten angenommen. Eine vollständige Klärung ist auch mit den Mitteln der Gentechnik nicht möglich.

## Namensnennung

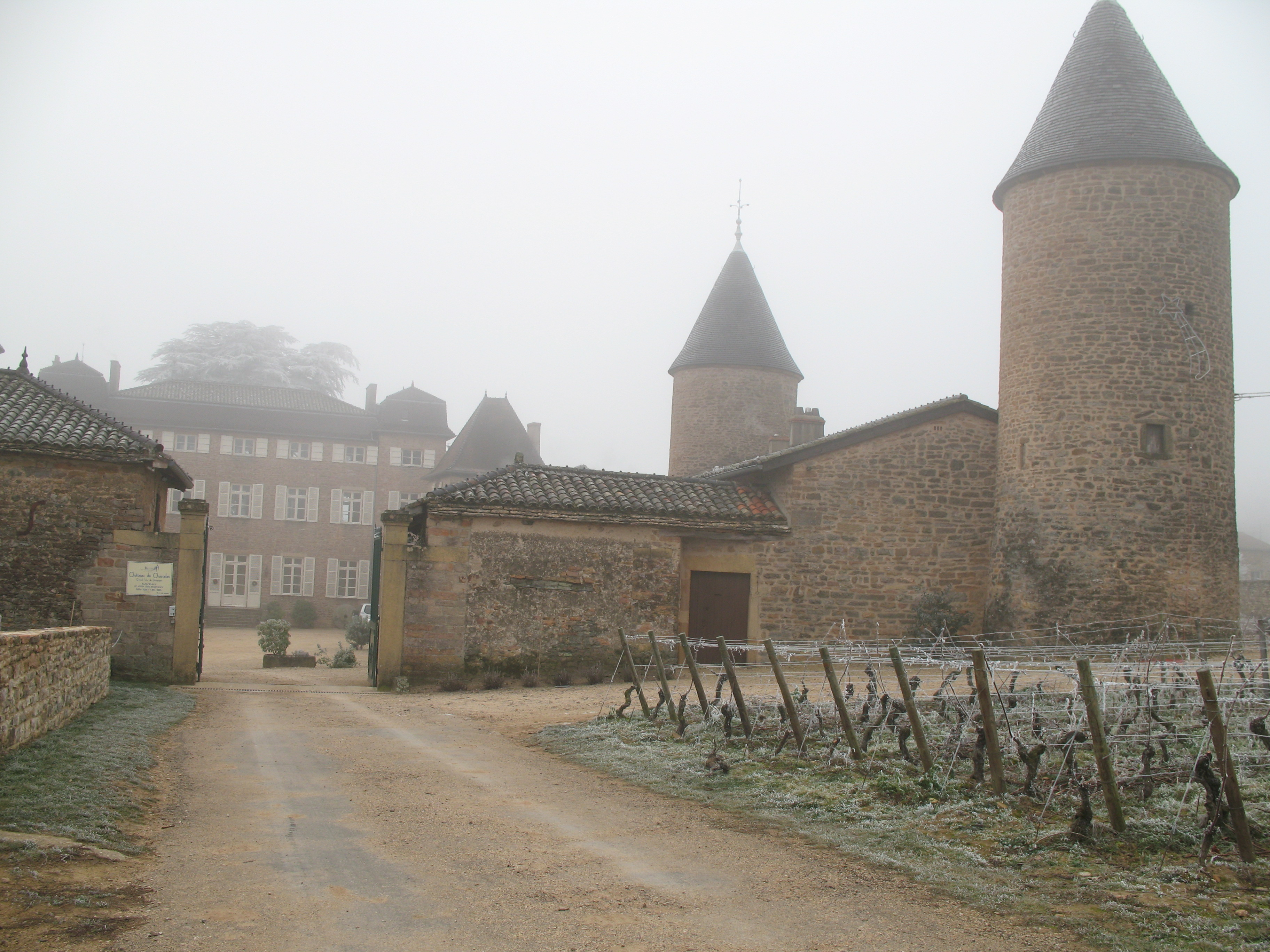
Schloss Château de Chasselas in Frankreich – die Ortschaft Chasselas ist Namensgeber der Rebsorte.

Die Identität der Rebsorte eindeutig zu bestätigen ist schwierig, weil die Angabe der Rebsorte bis zum späten Mittelalter keine Rolle gespielt hat. Erst mit der Wende vom 17. zum 18. Jahrhundert wurden die Weine mehr und mehr nach der Rebsorte benannt.
In dem Dorf Chasselas soll der Gutedel erstmals in Frankreich angebaut worden sein. Das Synonym Chasselas lässt sich bis auf das Jahr 1654 zurückverfolgen. Nicolas de Bonnefons erwähnt diese Sorte in seinem Werk Les délices de la campagne. Es gilt als gesichert, dass der Name Chasselas im direkten Zusammenhang mit dem Ort Chasselas steht, wo Sämlinge angebaut wurden und der Ort Namensgeber der gleichnamigen Rebsorte ist. Chasselas ist in Frankreich und der Schweiz der gebräuchliche Begriff für die Rebsorte.
Der deutsche Name „Gutedel“ findet sich erstmals 1621 bei Knaben, die französische Bezeichnung Fendant etwa gleichzeitig (1619) bei Caspar Bauhin aus Basel. Mit den damals bekannten Rebsorten hat er ihn in seinem Botanischen Garten im damals württembergischen Mömpelgard (dem heutigen Montbéliard) gepflegt. In seiner Historia plantarum universalis beschreibt er ihn und erwähnt, in Burgund nenne man ihn Fendant, in Württemberg Gut-edel-Rebe.
Unter den deutschen Traubensorten führt Sachs 1661 die Junckerstraube = Gutedel-Rothewiener = Traminer Fleischwiener (Synonym: Breywiener) auf. Den gebräuchlichsten Namen für diese Rebsorte Chasselas bringt Merlet (1667) mit Chasselas noir et rouge und Chasselas-sur-Aube. Johann Sigismund Elsholtz spricht vom Schönedel. Der Name ‘Gutedel’ weist auf die frühe Wertschätzung hin, auf „gut“ und „edel“.
Unter dem Namen Fendant finden sich Einträge ab dem frühen 18. Jahrhundert. Zunächst im Waadtland und erst später im Wallis. Eine größere Verbreitung im Wallis erfuhr die Sorte erst ab 1848.

## Ampelographische Merkmale
Die wesentlichen ampelographischen Merkmale sind:
- Die Triebspitzen sind auffallend rötlich und kahl.
- Die Ranken sind auffallend lang.
- Die Blätter sind mittelgroß, hellgrün, rotgeadert, fünflappig, tief gebuchtet und der Blattrand ist scharf gesägt.
- Die Trauben sind groß, lockerbeerig und geschultert. Die Beeren sind groß, rund, grüngelb oder rot (je nach Typ von weiß, rosarot oder rot). Die Beerenhaut ist dünn, aber fest und sonnenseits häufig bräunlich gefärbt. Die Beeren schmecken saftig bis knackig süß.

Auffallende Merkmale, die durch Mutation zu vielen Spielarten (Varietäten) geführt haben, sind beim Gutedel: besondere Blattform, z. B. Geschlitzter Gutedel (Petersilientraube), verschiedene Beerenform und -farbe (Blaßroter und Roter Gutedel), frühere Reife (früher Weißer Diamant-Gutedel). Die Reife erfolgt mittelfrüh im September.

## Varietäten des Gutedel

Bilder von einigen Varietäten des Gutedel
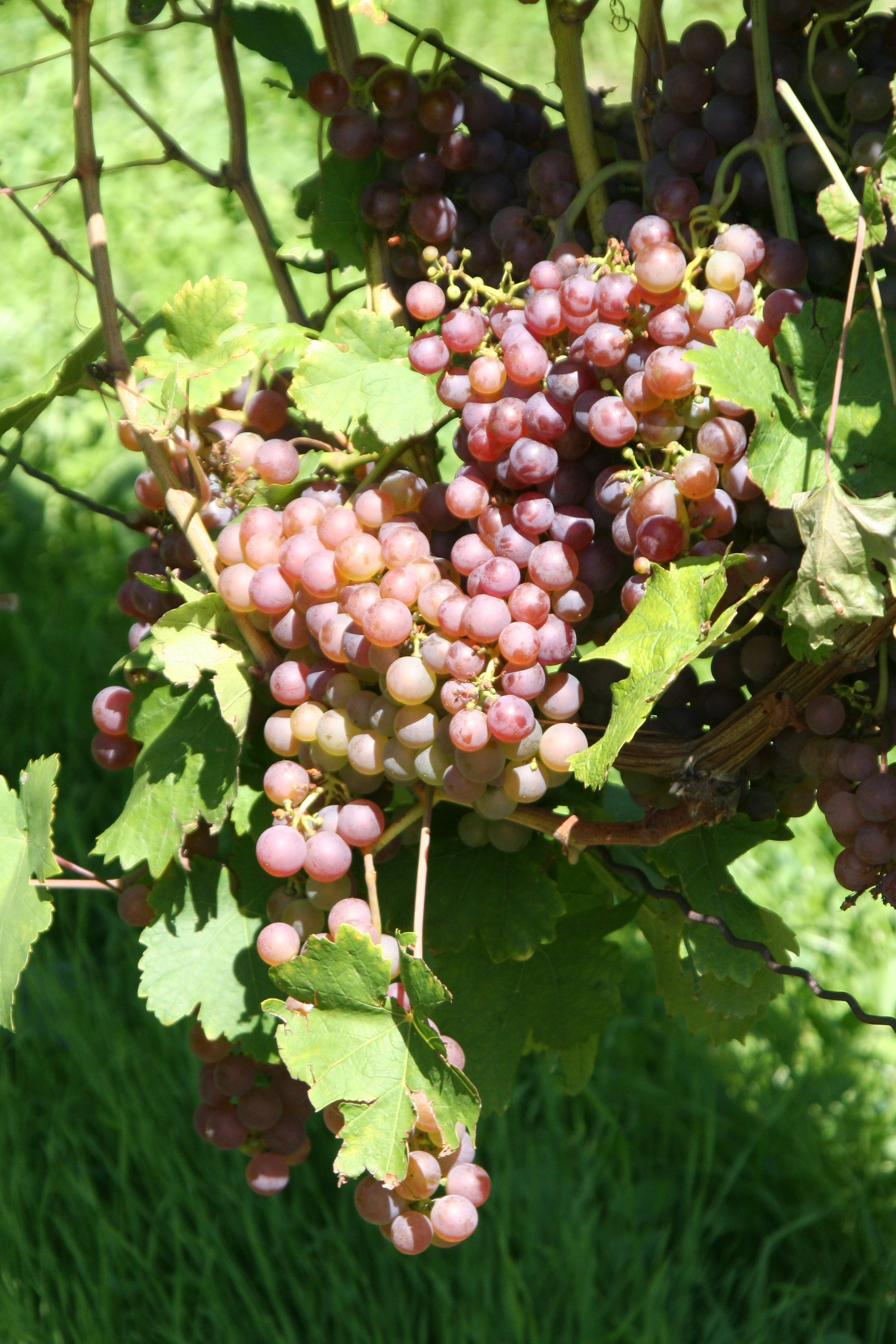
Roter Gutedel
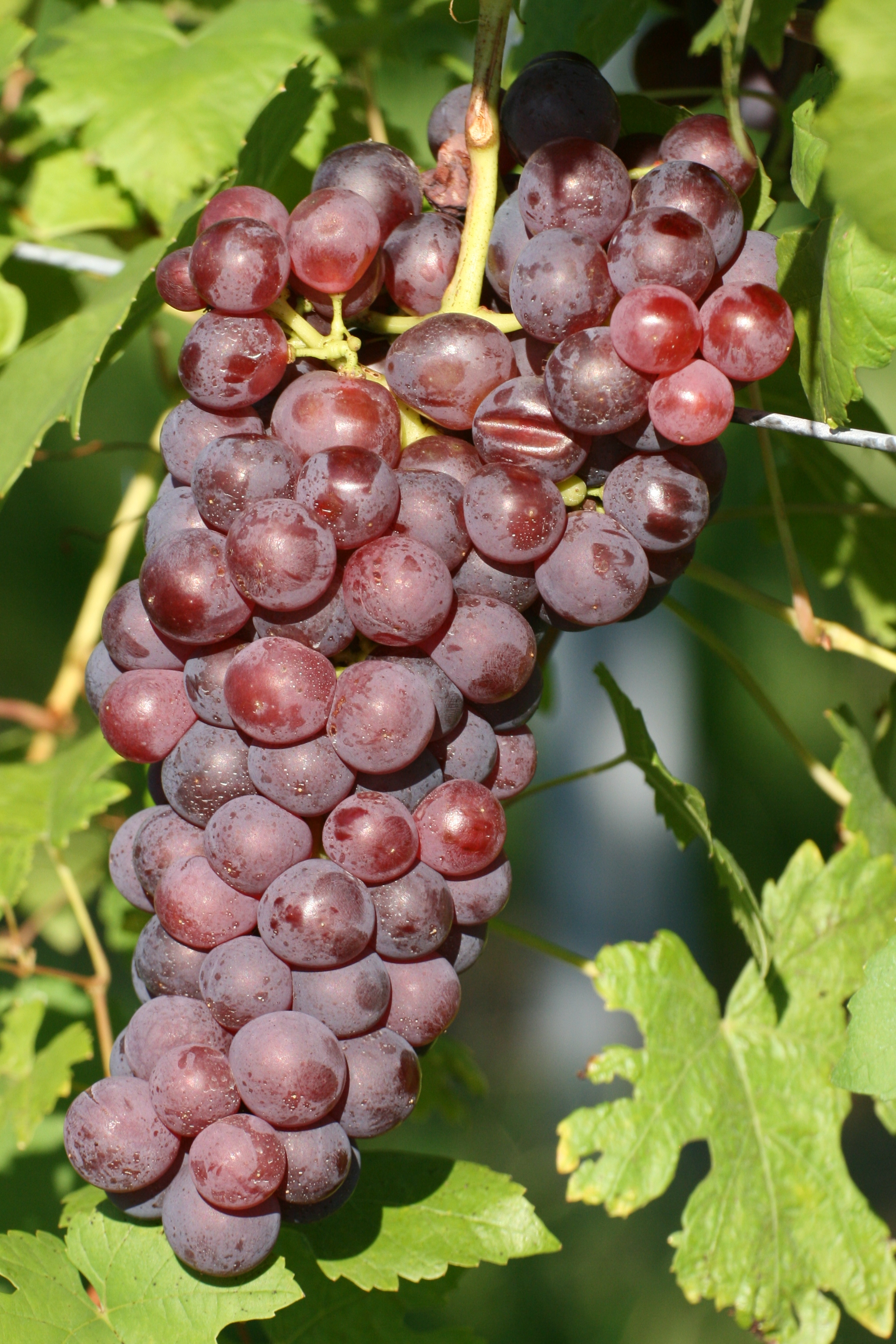
Roter Gutedel
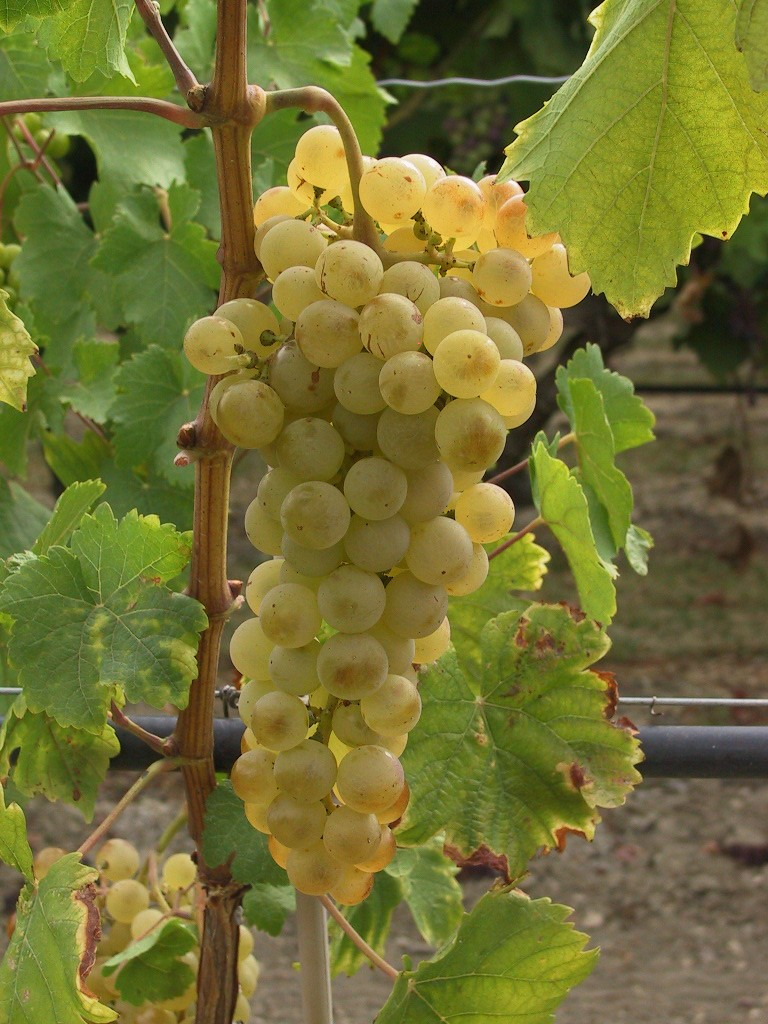
Chasselas B
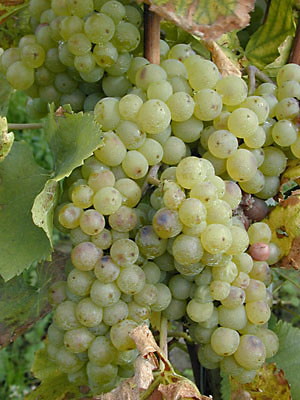
Weißer Gutedel, Markgräflerland
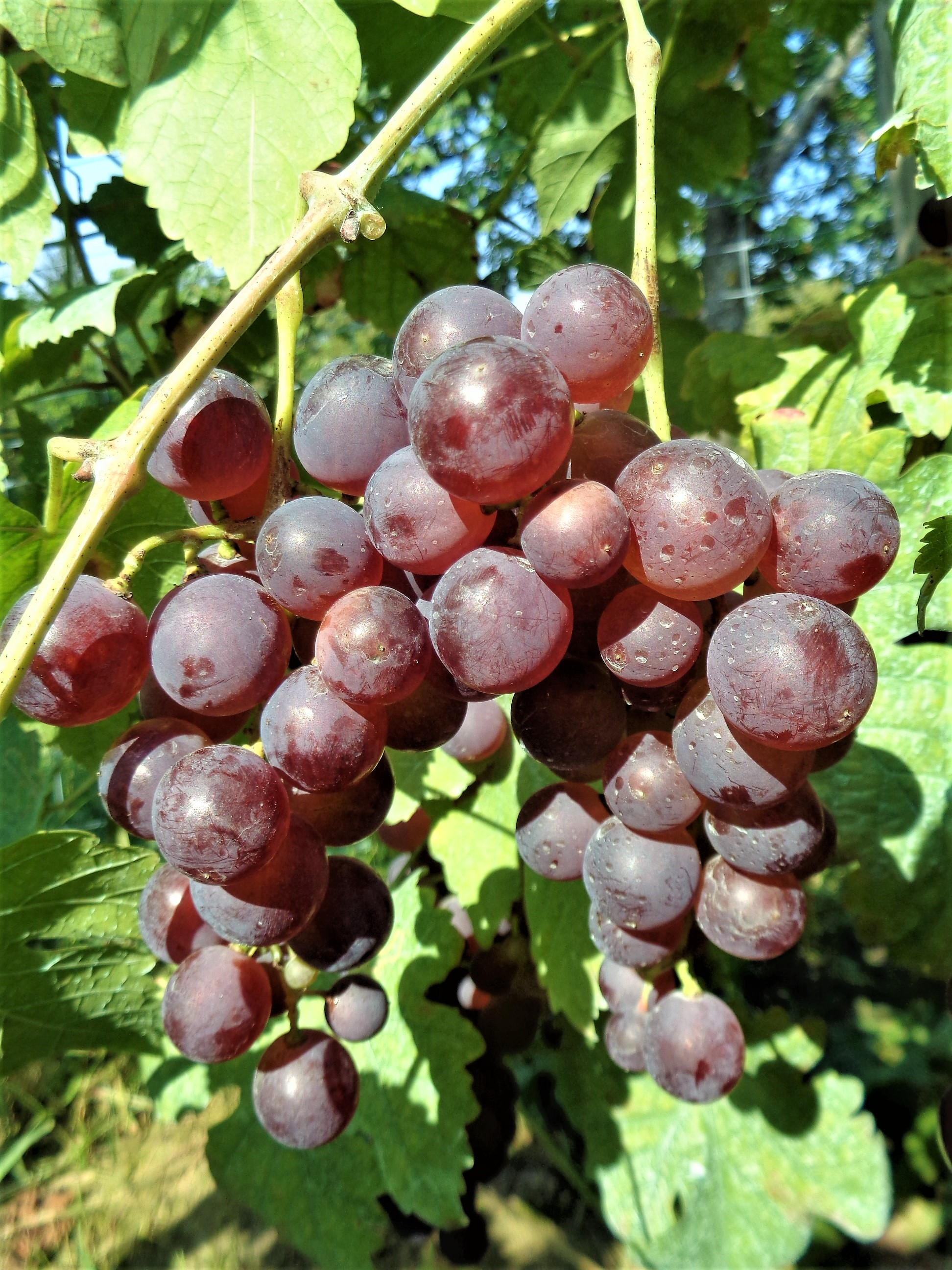
Plemenka crvena, mittelspätreifende Tafel- und Weintrauben in Kroatien

### Goldgelber Gutedel
Diese Varietät wird in der Champagne auch unter den Bezeichnungen Chasselas doré und Raisin de Champagne geführt.
Die Traube besitzt große, runde, ambragelbe Beeren und wird als „schmelzend, weich, süß, sehr gut“ beschrieben. Größere kultivierte Rebflächen finden sich auch nördlich des Genfersees.

### Roter Gutedel
Die Herkunft dieser Tafel- und Keltertraube ist wie die aller Spielarten ungewiss. Ebenso bleiben die Fragen offen, ob der Rote Gutedel nicht die ursprüngliche Form ist und der Weiße Gutedel, entsprechend den Burgundersorten, eine Verlustmutation der roten. Roter Gutedel ist verbreiteter als alle anderen Spielarten.
Neben einer Vielzahl rosaroter und roter Typen kommt eine weitere Farbvariante in dem in Ungarn als Wein bekannten Medoc noir (Chasselas noir, Blauer Gutedel) vor. Der Züchter Johann Mathiasz brachte ihn aus dem Médoc (Bordelais), wo er Mornen noir heißt, als frühreifende und zuckerreiche Sorte mit nach Ungarn.

### Krachgutedel
Die mehr gelblichen, süßen, würzigen, hartfleischigen Beeren, die beim Zerbeißen krachen, ohne dass der Saft herausspritzt, haben der Spielart den Namen gegeben. Wegen der Fruchtbarkeit und der frühen Reife ist der Krachgutedel geschätzt. Im 19. Jh. war die vorzügliche Traube zwischen Freiburg und Basel (1836) sowie im Elsass weit verbreitet. Aus ihr wurden die begehrten Markgräfler Weine bereitet.

### Königsgutedel
Die Beeren sind violettrot bis rosa-bläulich gefärbt, schmecken süß und sind angenehm gewürzt.
Wegen ihrer Empfindlichkeit wird die Tafeltraube in Frankreich, Deutschland und Österreich lediglich noch an Mauern gezogen.

### Früher Weißer Gutedel
In dieser sehr guten Tafeltraube vermutet man eine Spielart französischen Ursprungs. In Frankreich ist sie heute wenig und in Deutschland vereinzelt als Spaliertraube anzutreffen. Sie hat stark verworfene Blätter; größere, ungleiche Beeren und ist acht bis zehn Tage früher reif als der Weiße Gutedel.

### Geschlitztblättriger Gutedel (Petersilientraube)

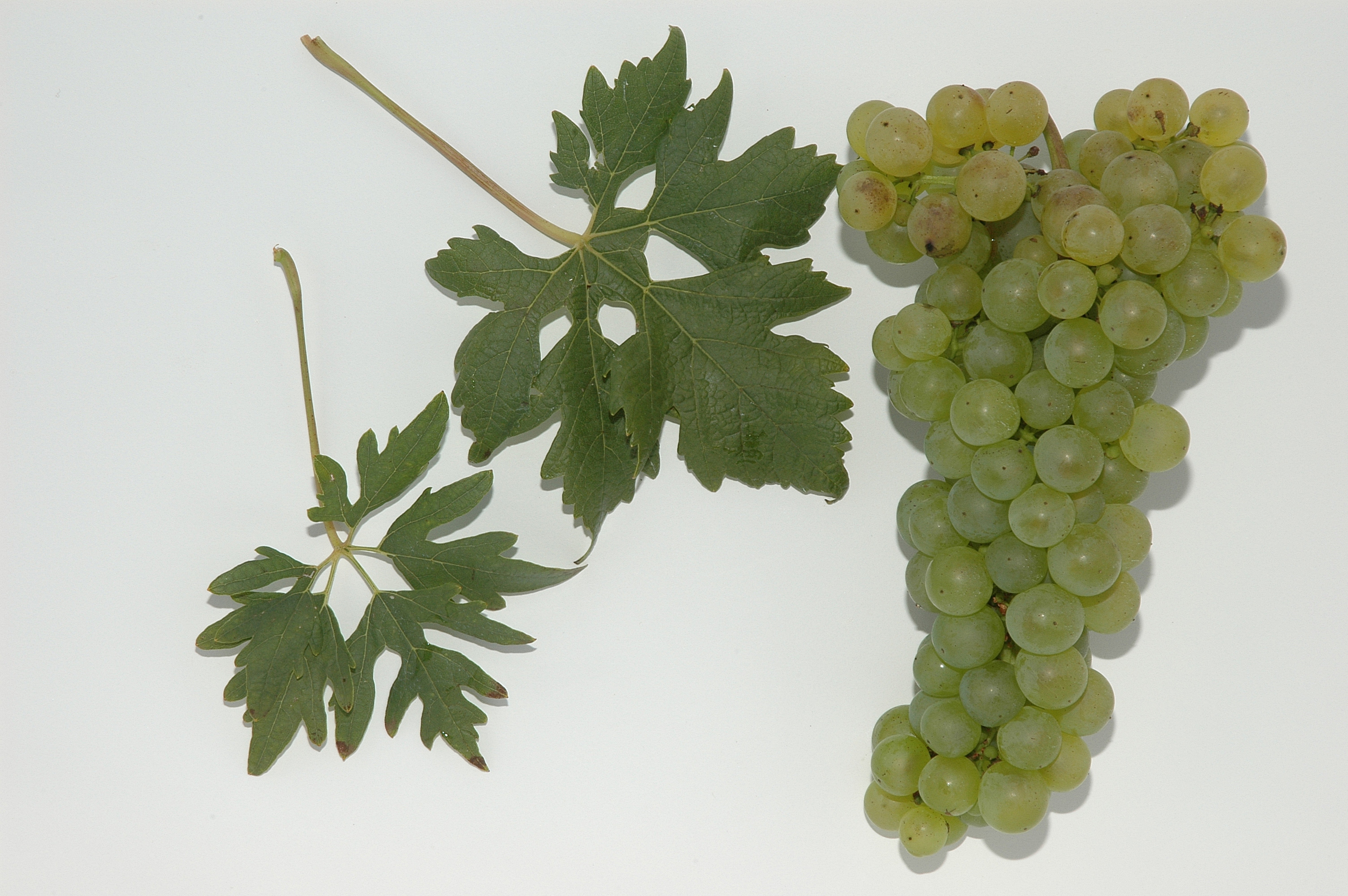
Traube und Blätter – Petersilien-Gutedel

Der Wuchs des Rebstockes ist schwach und die Blätter sind petersilienblattähnlich. Die Trauben sind nicht so wertvoll wie die des Weißen Gutedels.

## Ansprüche
Der Gutedel benötigt tiefgründige, fruchtbare, nicht zu trockene Lehm-, Mergel-, Löß- oder Kalkböden.

## Vor- und Nachteile

### Vorteile
- bringt gute Erträge bei günstigem Blühverlauf
- widerstandsfähig gegen Traubenfäule (Botrytis)

### Nachteile
- ist anfällig gegen Peronospora, Stiellähme und Sauerwurm
- ist empfindlich in der Blüte, Verrieseln
- für trockene Böden und Standorte nicht geeignet
- ist empfindlich gegen Zikadenbefall
- winterfrostempfindlich

## Wein
Der Wein ist ein leichter, süffiger, frischer, fruchtbetonter und anregender Weißwein von blassgelber Farbe, der überwiegend trocken ausgebaut wird. Bei besten Bedingungen, altem Rebbestand und entsprechender Sorgfalt in Weinbau und Weinbereitung können aus dem Gutedel allerdings auch weit anspruchsvollere Weine entstehen: mit gelegentlich beeindruckender Mineralität und einer schönen Balance von Frucht und Struktur, im Grundprinzip einem besseren Weißwein aus dem Burgund nicht unähnlich. Dabei unterscheiden sich die Weine der Westschweiz (Chablais, Dézaley etc.) von denen Badens gelegentlich noch durch den biologischen Säureabbau (Malolaktische Gärung), der sie gegenüber den deutschen Gutedelweinen milder erscheinen lässt.
Die Trauben des Roten Gutedels ergeben bei einer Maischegärung einen Roséwein, der sich aber ansonsten nicht vom Weißwein unterscheidet.

## Verbreitung

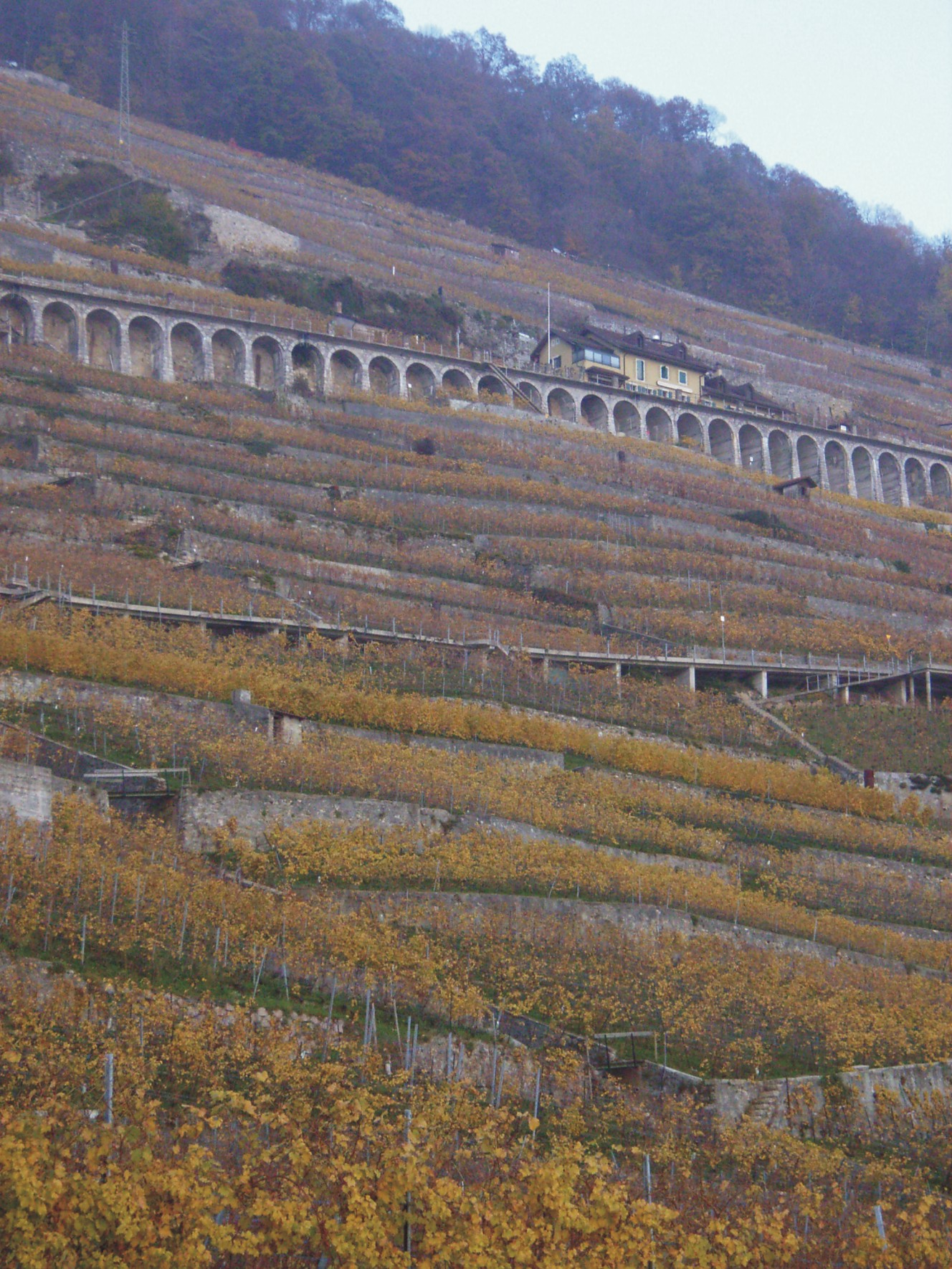
Weinberge des Lavaux vom See her gesehen

Als Tafeltraube ist der Weiße und Rote Gutedel weltweit verbreitet. Die Sorte verliert wegen besserer Tafeltrauben-Neuzüchtungen an Bedeutung. Gekeltert wird der Gutedel in der Westschweiz, im Elsass, im Markgräflerland, im Weinanbaugebiet Saale Unstrut sowie teilweise auch in Kroatien, Rumänien, Ungarn und Tschechien.

### Schweiz
Im Schweizer Weinbau hat die Sorte eine große Bedeutung, sie wird hier Fendant oder Chasselas genannt. Der Name Fendant leitet sich von der Eigenschaft der Weinbeere ab, bei leichtem Druck Haut- und Fruchtfleisch zu spalten (frz. fendre = spalten, brechen). Im Jahr 2013 war in der Schweiz eine Fläche von 3954 ha mit Gutedel bestockt.
Die Bezeichnung Gutedel wird auch in der Deutschschweiz nicht verwendet und der deutsche Name ist hier praktisch unbekannt.
Obwohl die Rebe im gesamten Gebiet des Genfersees angebaut wird, darf der Name Fendant seit 1966 als geschützte Ursprungsbezeichnung nur von Weinen getragen werden, die aus dem Kanton Wallis stammen. ‘Fendant’ wird im gesamten Wallis angebaut, sein Anteil an der Gesamtrebfläche des Kantons beträgt rund ein Drittel. Die wichtigsten Anbaugebiete sind La Côte und Lavaux am Genfersee, Chablais, Wallis; Martigny, Saillon, Chamoson, Sion, Sierre, Salgesch, Neuenburgersee (Auvernier), Mont Vully und Bielersee (Erlach, Ligerz, Twann).
Der ‘Chasselas’ wird in der Schweiz als Apéro-Wein getrunken und zu Käsegerichten wie Fondue oder Raclette. Das Terroir spiegelt sich in ausgeprägter Art im Chasselas wider. Obwohl er meistens jung getrunken wird, können gute Jahrgänge aus guten Lagen im Alter von 5–10 Jahren qualitativ hochwertige Weine sein.

### Deutschland

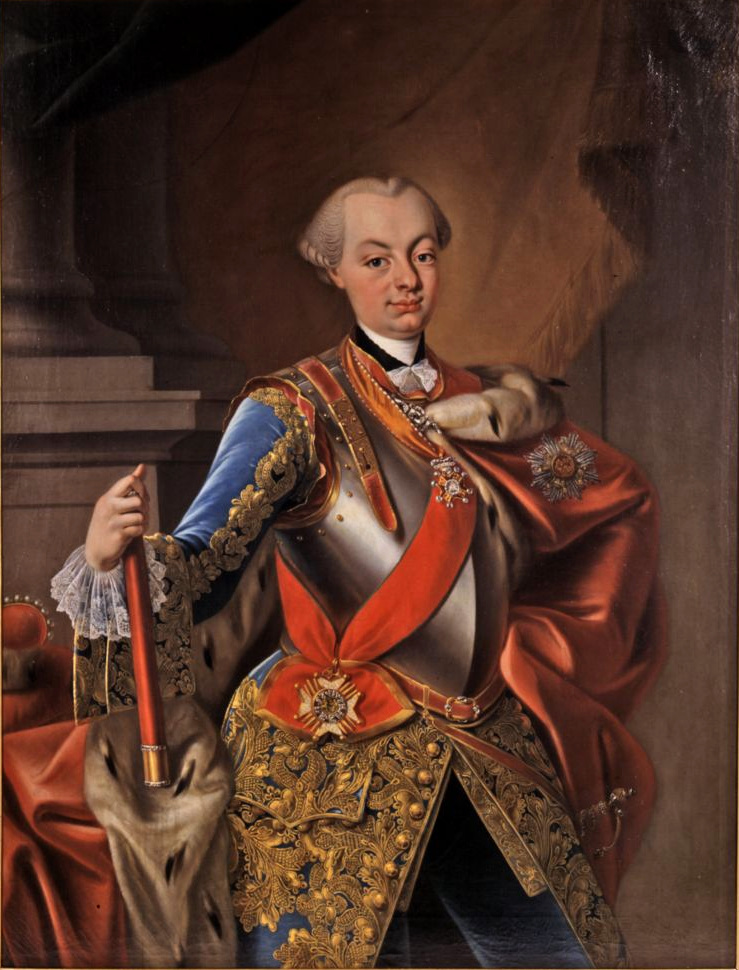
Bildnis von Karl Friedrich von Baden als Markgraf

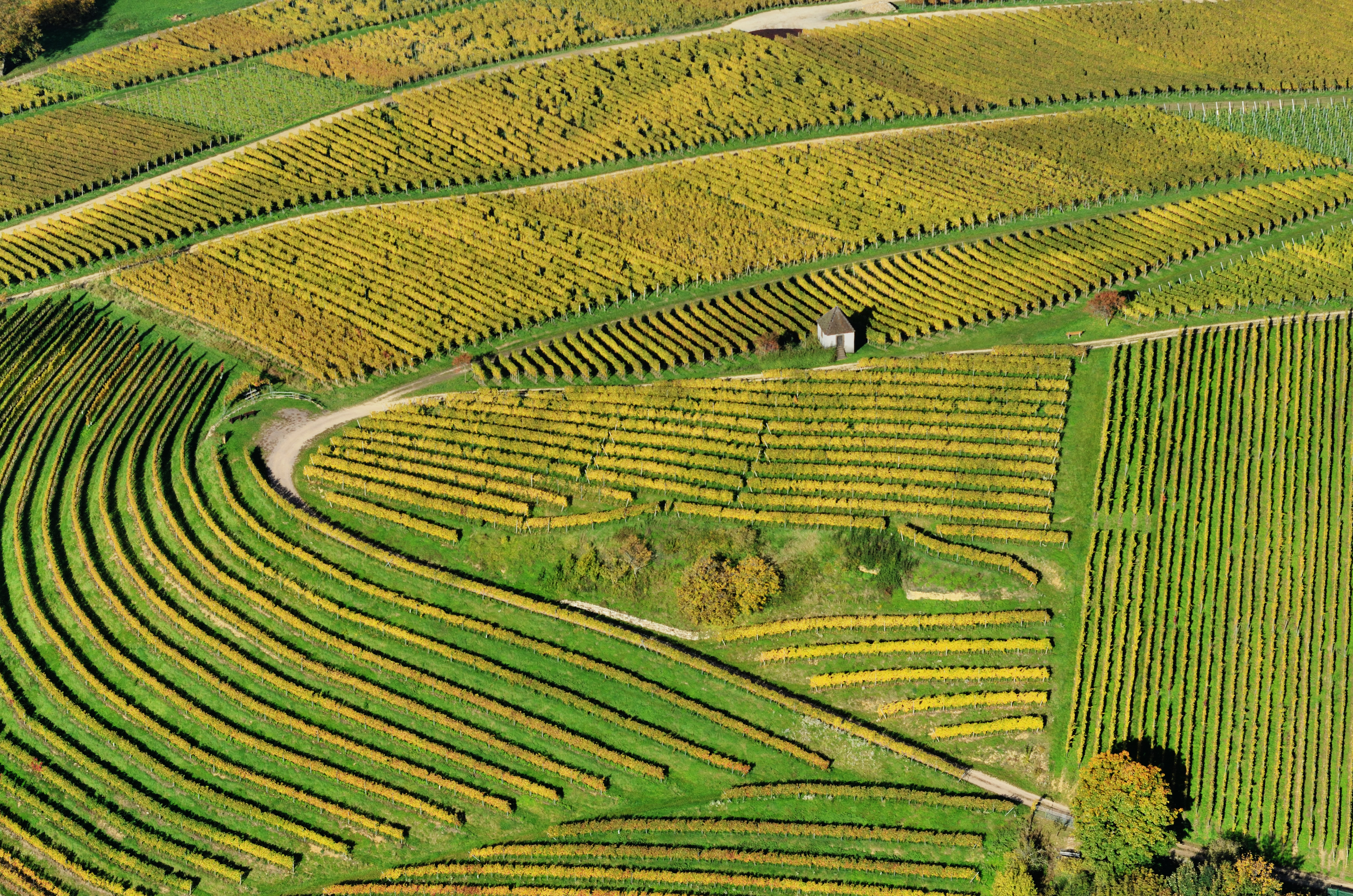
Luftbild von einer Weinbergfläche im Markgräflerland

Eine größere Verbreitung innerhalb Deutschlands soll der Gutedel erst durch die Aktivitäten des Markgrafen Karl Friedrich von Baden, der 1780 aus Vevey, einer bekannten Weinbaugemeinde am Genfersee, Pflanzgut in die Gegend südlich von Freiburg, dem heutigen Markgräflerland, einführte, erhalten haben. Dieser Hinweis ist aber umstritten, da es dafür keine Dokumentation gibt. In Ebringen beispielsweise ist der Anbau von Gutedel 1740 belegt. Um 1830 hatte der Gutedel im Markgräflerland den Weißen Elbling und Blauen Spätburgunder bis auf kleine Reste verdrängt.
Vom 16. Jahrhundert an spielte der Gutedel in der Pfalz, vor allem in der Mittelhaardt, eine große Rolle. Als vorherrschende Sorte wird er hier noch 1833 genannt und war von Landau bis Maikammer vertreten.
In der Württembergischen Herbstordnung von 1607 wird der Gutedel als edlere Rebsorte neben Muskateller und Traminer aufgelistet, später nicht mehr erwähnt. In Franken ist er 1607 nachweisbar und gelangte von dort nach Sachsen, wo er 1726 unter dem Namen Junker auftrat. Der Weiße Gutedel zählte noch 1846 zu den „vorherrschend in sächsischen Weinkulturen angebauten Weinreben-Varietäten“.
Hauptanbaugebiet des Gutedels in Deutschland ist heute das Markgräflerland, wo er auf Lehm- und Lössböden wächst. Im nördlichsten Weinanbaugebiet Saale-Unstrut wird die Sorte auf Kalkböden angebaut. Ferner findet man den Gutedel noch in Sachsen, in der Pfalz und in Rheinhessen.
| Anbaugebiet   | Fläche ha |
| Deutschland   | 1.146     |
| Baden         | 1.117     |
| Saale-Unstrut | 0.023     |
| Sachsen       | 0.003     |
| Pfalz         | 0.001     |
| Rheinhessen   | 0.001     |

## Neuzüchtungen
Aufgrund seiner frühen Reife und seiner Qualität wurde der Gutedel als Kreuzungspartner genutzt.
- Muskat-Ottonel Kreuzung (1839) aus Gutedel × Muscat d’Eisenstadt
- Gutenborner Kreuzung (1928) aus Müller Thurgau × Chasselas Napoleon (Weißer Damaszener)
- Schönburger Kreuzung (1939) aus Blauer Spätburgunder × Pirovano 1 (=Chasselas rosa × Muscat de Hambourg)
- Nobling Kreuzung (1940) aus Gutedel × Silvaner
- Charmont Kreuzung (1965) aus Chasselas × Chardonnay
- Doral Kreuzung (1965) aus Chasselas × Chardonnay
- Johanniter Kreuzung (1968) aus Riesling × (Seyve Villard 12-481 × (Ruländer × Gutedel))
- Donauriesling Kreuzung (1978) aus Riesling × Fr 589-54 (Seyve Villard 12-481[23] × Freiburg 153- 39[24] (Pinot Gris × Weißen Gutedel))

## Synonyme
Synonyme: 320; Abelione, Abelone, Ag Shasla, Albillo, Albilloidea, Alsacia Blanca, Amber Chasselas, Amber Muscadine, Auslender, Bar Sur Aube, Bar Sur Auhe, Bassiraube, Bela Glera, Bela Sasla, Bela Zlahtnina, Berezka, Berezka Prostaja, Berezka Prostaya, Berioska Casla, Beyaz Gutedel, Biela Plemenika Praskava, Biela Plemenka, Biela Plemincka Chrapka, Biela Plemincka Pruskava, Biela Plemincka Pruskawa, Blanchette, Blanquette, Bois Rouge, Bon Blanc, Bordo, Bournet, Bournot, Buaki, Burda, Caslador, Charapka, Chasselas, Chasselas 1, Chasselas A Bois Rouge, Chasselas Angevin, Chasselas Bianco, Chasselas Blanc Royal, Chasselas Blanchette, Chasselas Cioutat, Chasselas Crognant, Chasselas Krokant, Chasselas De Bar-Sur-Aube, Chasselas De Bordeaux, Chasselas De Florence, Chasselas De Fontainebleau, Chasselas De Fontainebleau, Chasselas De Jalabert, Chasselas De La Contrie, Chasselas De La Nåby, Chasselas De Moissac, Chasselas Montauban, Chasselas De Mornain, Chasselas De Pondichery, Chasselas De Pontchartrain, Chasselas De Pouilly, Chasselas De Quercy, Chasselas De Rappelo, Chasselas De Tenerife, Chasselas De Tenerisa, Chasselas De Thomeri, Chasselas De Thomery, Chasselas De Toulaud, Chasselas De Vaud, Chasselas Di Fountanbleau, Chasselas Di Thomery, Chasselas Dorada, Chasselas Dorato, Chasselas Dore, Chasselas Dore Hatif, Chasselas Dore Salomon, Chasselas Dorée, Chasselas Du Doubs, Chasselas Du Portugal, Chasselas Du Roi, Chasselas Du Serail, Chasselas Du Thor, Chasselas Dugommier, Chasselas Dur, Chasselas Fendant, Chasselas Fendant Roux, Chasselas Giclet, Chasselas Hatif De Tenerife, Chasselas Haute Selection, Chasselas Jalabert, Chasselas Jaune Cire, Chasselas Musque, Chasselas Piros, Chasselas Plant Droit, Chasselas Queen Victoria, Chasselas Reine Victoria, Chasselas Salsa, Chasselas Tokay Angevine, Chasselas Vert De La Cote, Chasselas Weiss, Chasselat, Chrapka, Chrapka Bila, Chrupka, Chrupka Biela, Chrupka Bila, Chrupka Uslachtila, Common Muscadine, Cote Rouge, Danka Belaya, Debrorozne, Diamant, Diamanttraube, Dinka Belaja, Dinka Belaya, Dinka Blanche, Dobrohrozen, Dobrorozne, Doppelte Spanische, Dorianer, Dorin, Doucet, Dreixle, Eau Douce Blanche, Edelschoen, Edelwayn, Edelwein, Edelweiss, Edelxeiss, Elba Toro, Elsaesser, Elsasser Weiss, Fabian, Fabian Szoeloe, Fabianszoeloe, Fabiantraube, Fabianzoeloe, Feder Ropoos, Feher Chasselas, Feher Fabianszoeloe, Feher Gyoengyszoeloe, Feher Repoos, Feher Repoos Fabian, Feher Ropogos, Feher Ropvos Fabian, Feher Rpoos Fabian, Fendant, Fendant Blanc, Fendant Roux, Fendant Vert, Florenci Jouana, Fondan Belyi, Franceset, Franceseta, Frantraube, Frauentraube, Gamet, Ganzwaelsche, Gelber Gutedel, Gemeiner Gutedel, Gentil Blanc, Gentil Vert, Gerezka, Giclet, Golden Bordeaux, Golden Chasselas, Goldgutedel, Gotadel Weisser, Grossblaettrige, Grossblaettrige Spanische, Grosse Spanische, Grosser Spaniger, Gruener Gutedel, Gutedel, Gutedel Pariser, Gutedel Weiss, Gutedel Weisser, Gutedler, Gyoengyszoeloe, Gyoengyzoeloe, Junker, Kapucínské, Koenigs Gutedel, Kracher, Krachgutedel, Krachlampe, Krachmost, Krachmoster, Lardeau, Lardot, Lausannois, Lendant Blanc, Lourdot, Maisa, Malvasia De El Bierzo, Markgraefler, Marnan Blanc, Marzemina, Marzemina Bianca, Marzemina Niduca, Meutger, Moren, Morlenche, Mornan Blanc, Mornant, Mornant Blanc, Mornen, Mornen Blanc, Die Meisten, Most Rebe, Moster, Moster Suessling, Mostmatt, Muealicevi Sasla, Pariser Gutedel, Perlan, Perltraube, Pinzutella, Plamenka, Plamenka Bijela, Plant De Toulard, Plant De Toulaud, Plant Droit, Plemenika Praskava, Plemenka, Plemenka crvena, Plemenka Bela, Plemenka Bijela, Plemenka Rana, Pleminka Biela, Praskava, Pruscava Biela, Pruskawa, Königin Victoria, Queen Victoria Weiss, Raisin D’Officier, Raisin De Champagne, Ranka, Rdeca Zlahtina, Rebe Herrn Fuchses, Reben Herm Fuchs, Reben Herrn, Rheinrebe, Rosmarinentraube, Rosmarintraube, Rostroter Gutedel, Rougeasse, Royal Muscadine, Rozmarintraube, Sasla, Sasla Aurul, Sasla Bela, Sasla Belaja, Sasla Bjala, Sasla Dore, Sasla Lecegnaja, Sasla Zlatista, Sasla Zolotistaja, Sazsla, Schoenedel, Shashla, Shasla, Shasla Belaya, Shasla Dore, Shasla Lechebnaya, Shasla Heil, Shasla Viktoria, Shasla Weiss, Shasla Zolotistaya, Silberlings, Silberweiß, Silberweissling, Silberwisli, Silberwissling, Spanielske, Strapak, Suesling Kraechelnder, Suessling, Suesstraube, Susstraube, Süsswasser, Sweetwater Weiss, Tafeltraube Rolf, Temprana Agostena, Temprana Media, Temprana Tardia, Tempranillo De Nav, Temprano, Temprano Blanco, Terravin, Tibiano Tedesco, Traslador, Treixle, Tribi Vognoble, Tribianco Tedesco, Tribiano Tedesco, Ugne, Uslachtile Biele, Uva Salsa, Valais, Valais Blanc, Viala, Viviser, Waelsche, Waelscher, Walischer, Weiser Gutedel, Weißer Burgunder, Weisser Gutedel, Weisser Junker, Weisser Krachgutedel, Weisser Muskateller, Weisser Tokayer, Welsche, White Chasselas, White Muscadine, White Sweetwater, White Van Der Laan, Zlahtnina, Zlahtnina Bigela, Zlahtnina Bijela, Zupljanka.